# Agència Central d'Estadística d'Etiòpia
L'Agència Central d'Estadística d'Etiòpia, tranliterat de l'amhàric com:Yämaʿəkälawi sətatisətikəsə ejänəs, en anglès: Central Statistical Agency (CSA) és una agència del govern d'Etiòpia que està encarregada de proporcionar informació del creixement econòmic i social del país i d'elaborar el cens. forma part delMinisteri de Finances i Desenvolupament econòmic d'Etiòpia. Abans del 9 de març de 1989 el CSA rebia el nom, en anglès, de Central Statistical Office (CSO).
El CSA té 25 oficines a la capital Addis Ababa i altres ciutats: Ambo, Arba Minch, Asebe Teferi, Asayita, Assosa, Awasa, Bahir Dar, Debre Berhan, Dessie, Dire Dawa, Gambela, Goba, Gondar, Harar, Hosaena, Inda Selassie, Jijiga, Jimma, Mek'ele, Mizan Teferi, Nazreth, Negele Boran, Nekemte i Sodo.
El 21 de novembre de 2006 la CSA anuncià que el World Bank lava considerar la millor agència governamental en informació estadística i de desenvolupament de l'Àfrica subsahariana.